# Les Experts : Morts programmées
Les Experts : Morts programmées (CSI: Hard Evidence) est un jeu vidéo d'aventure sorti en 2007 sur Xbox 360, Windows, Mac OS et Wii. Le jeu a été édité par Ubisoft et développé par Telltale Games.

## Accueil
- Gamekult : 4/10[1]
- Jeuxvideo.com : 13/20[2]